# Vorinostat
Vorinostat (rINN) ou ácido hidroxâmico suberoilanilida (SAHA, do inglês suberoylanilide hydroxamic acid) é um membro da grande classe de compostos que inibe as histona deacetilases (HDAC, de histone deacetylase inhibitors) tem um amplo espectro de atividades epigenéticas.
Vorinostat é comercializado sob o nome Zolinza para tratamento de linfoma cutâneo de células T (LCCT) quando a doença persiste, piora, ou volta durante ou após tratamentpo com outros medicamentos.
O composto foi desenvolvido pelo químico Ronald Breslow da Columbia University.

## Aprovações e Indicações
Vorinostat foi o primeiro inibidor de histona deacetylase  aprovado pela U.S. Food and Drug Administration (FDA) para o tratamento of CTCL em 6 de Outubro de 2006. É fabricado pela Patheon, Inc., em Mississauga, Ontário, Canadá, para Merck & Co., Inc., White House Station, New Jersey.

## Mecanismo de Ação
Vorinostat tem mostrado que se liga ao sítio ativo da histona deacetylases e age como um quelante de íons Zinco, também encontrado no sítio ativo da histona deacetylases

A inibição de histona deacetylases do Vorinostat resulta na acumulação de histonas acetiladas e proteínas acetiladas, incluindo fatores de transcrição cruciais para a expressão de genes precisos para induzir a diferenciação celular. 

## Ensaios Clínicos
Vorinostat também tem sido usado para tratar Sindrome de Sézary, outro tipo de linfoma intimamente relacionado com o LCCT.
Um estudo recente sugeriu que Vorinostat também possui alguma atividade contra glioblastoma multiforme recorrente, resultando em uma sobrevida geral média de 5,7 meses (comparados a 4 – 4,4 meses em estudos anteriores). Mais estudos de tumores cerebrais são planejados onde Vorinostat será combinada com outras drogas.
Incluindo Vorinostat no tratamento do [câncer de pulmão não-pequenas células]] (CPNPC) avançado mostrou melhores taxas de respostas e aumentou a progressão mediana da sobrevida livre e sobrevida geral (embora a melhora da sobrevida não foi significante no nível de P=0,05). 
Tem dado resultados encorajadores em uma fase II de estudo para síndromes mielodisplásicas em combinação com Idarrubicina e Citarabina.

## Investigações Pré-Clínicas
Vorinostat é um alvo interessante para cientistas interessados em erradicar o HIV de pessoas infectadas. Vorinostat demonstrou recentemente que têm efeitos tanto in vitro comoin vivo contra as células T latentes infectadas pelo HIV.